# Avitortor
Avitortor is een geslacht van kevers uit de familie schrijvertjes (Gyrinidae).
Het geslacht is voor het eerst wetenschappelijk beschreven in 1977 door Ponomarenko.

## Soorten
Het geslacht omvat de volgende soort:
- Avitortor primitivus Ponomarenko, 1977